# インターネットスクール
インターネットスクール（英: Internet school）は、インターネットを利用した教育、学習システムのことである。
特定の大学の在籍学生のためにインターネットを利用して、受講科目の担当教員に質問やレポートを提出したり、助言を受けられたりするサービス（インターネット大学）や、それとは別に、各種学校のレベルで情報技術 (IT) やその他、キャリアアップのための各種の専門的な学習をすることが出来るサービスなどをそういう名称でいう場合もある。
また引きこもりの子どものために、その学習支援の受け皿組織として民間レベルで立ち上げられた団体で、インターネットのウェブページを利用した学校を運営しているものもあり、インターネットスクールを名乗っている。